# Il Vaticano e i crimini sessuali
Il Vaticano e i crimini sessuali (Sex Crimes and the Vatican) è un'inchiesta giornalistica realizzata da Colm O'Gorman nel 2006 e trasmessa originariamente dalla BBC all'interno della propria serie documentaristica "Panorama". Il reportage era inteso per documentare gli abusi sessuali a sfondo pedofilo riconducibili ad alcuni membri del clero.

## Il documentario
Il documentario dura 39 minuti ed è condotto da Colm O'Gorman, vittima di abusi sessuali in età adolescenziale. Questo video accusa di complicità la Chiesa cattolica per il suo atteggiamento protettivo nei confronti dei preti pedofili, invece che dei bambini abusati, e per la sistematica opera di insabbiamento ogni volta che un nuovo caso veniva alla luce. Secondo quanto emerso dalle testimonianze raccolte dalla BBC, la politica di base della Chiesa era sempre la stessa, in Irlanda come negli Stati Uniti o in Brasile: una volta che lo scandalo era venuto alla luce, il vescovo responsabile della condotta di quel prete lo trasferiva in un'altra parrocchia, dove gli abusi continuavano, mentre i bambini che osavano confessare ciò che era loro successo venivano minacciati e ridotti al silenzio dagli altri preti.
Il documentario sottolinea la responsabilità dell'allora cardinale Joseph Ratzinger in questa politica di copertura: questa responsabilità risalirebbe alla promulgazione della lettera De delictis gravioribus, con la quale si poneva sotto un più stretto controllo del Vaticano ogni processo nei confronti dei preti colpevoli di diversi crimini, tra cui la pedofilia, e che, secondo l'opinione di O'Gorman, avrebbe permesso alla Chiesa di coprire gli scandali con maggior facilità.
Sempre secondo il documentario, la causa prima di questa politica repressiva è da ricercarsi nel documento emanato dal Sant'Uffizio nel 1962, chiamato Crimen sollicitationis. Questo documento, che venne inviato a tutte le diocesi del mondo, sarebbe custodito nell'Archivio Segreto Vaticano.

## La versione in italiano
Il video fu trasmesso dalla BBC ad ottobre 2006; a maggio del 2007 fu sottotitolato in italiano dal blog Bispensiero.it e la circolazione del video ha creato scandalo, tanto nel mondo laico che in quello ecclesiale; esponenti vicini a quest'ultimo hanno preteso scuse formali da parte dei giornalisti della BBC, tacciati di calunnia e invitati a «chinare il capo e chiedere scusa» ; il quotidiano cattolico Avvenire ha dedicato uno speciale al caso.
Michele Santoro ha chiesto e ottenuto dalla RAI di acquisire il documentario per poterlo trasmettere durante la puntata di Annozero "Non commettere atti impuri" del 31 maggio 2007, suscitando la ferma opposizione – fra gli altri – del presidente della Commissione parlamentare di vigilanza RAI, Mario Landolfi, il quale, tramite una nota, aveva chiesto al direttore generale della RAI Claudio Cappon di non permettere che la transazione andasse a buon fine. Peraltro il segretario generale della Conferenza Episcopale Italiana, mons. Giuseppe Betori, nel sottolineare che «la Chiesa italiana non invoca censure, tiene però al rispetto della verità» ha precisato che la CEI non si è opposta alla trasmissione del controverso documentario della BBC, ma ha auspicato piuttosto che venissero evidenziate anche quelle che essa riteneva «falsità di fatto» contenute nel filmato. La Rai, dopo svariate reazioni che miravano a impedire la messa in onda del film, ha acquistato il documentario e ha permesso alla trasmissione televisiva di Rai 2 Annozero, condotta da Michele Santoro, di mandarlo regolarmente in onda giovedì 31 maggio 2007. Alla trasmissione hanno partecipato esponenti della Chiesa, come monsignor Rino Fisichella, e lo stesso Colm O'Gorman.

## Critiche al documentario
Il documentario è stato criticato da parte di vari esponenti cattolici.
L'arcivescovo Rino Fisichella ha dichiarato:
- Lo status del Crimen sollicitationis, che era da considerare "riservato" ma non "segreto", tale non potendo essere un documento inviato a tutti i Vescovi e Patriarchi del mondo.
- La strumentalizzazione del dolore delle vittime da parte di Colm O'Gorman.
- L'aver compiuto generalizzazioni, accollando la responsabilità dei preti colpevoli anche a tutti gli altri preti estranei.
- L'aver accusato la Chiesa di non aver fatto niente, non riconoscendo l'esistenza in USA e Inghilterra di associazioni create dai Vescovi per aiutare le vittime degli abusi, un'iniziativa, quella delle associazioni, poi riconosciuta anche dallo stesso Colm O'Gorman.

Il sociologo Massimo Introvigne, sulle pagine del quotidiano Avvenire, ha scritto::
- La lettera De delictis gravioribus, firmata dal cardinale Joseph Ratzinger come prefetto della Congregazione per la dottrina della fede il 18 maggio 2001 viene presentata dalla Bbc come un documento segreto, mentre fu immediatamente pubblicata sul bollettino ufficiale della Santa Sede, presente anche sul sito istituzionale.
- Il non spiegare che la De delictis gravioribus ha l'unico scopo di dare esecuzione pratica alle norme promulgate con la lettera apostolica Sacramentorum sanctitatis tutela di Giovanni Paolo II, del precedente 30 aprile (in altre parole è assurdo fare riferimento a questo documento per attacchi personali contro papa Ratzinger).
- «Il lasciar intendere che quando la De delictis gravioribus afferma che i processi d'appello relativi a certi delicta graviora («crimini più gravi»), tra cui alcuni di natura sessuale, sono riservati alla giurisdizione della Congregazione per la dottrina della fede, intende con questo dare istruzione ai vescovi di sottrarli alla giurisdizione dello Stato e tenerli nascosti.»
- L'aver lasciato intendere che il Crimen sollicitationis si occupi solo degli abusi sui minori, mentre ne tratta solo nel paragrafo 73 (il documento si occupa principalmente "dei sacerdoti che abusano del sacramento della confessione per intessere relazioni sessuali con le loro penitenti" e solo secondariamente di altri crimini come il crimen pessimus, cioè la relazione sessuale di un sacerdote «con una persona dello stesso sesso». Il testo, cioè si occupa solo marginalmente di pedofilia).
- L'aver affermato che «la Crimen sollicitationis aveva lo scopo di coprire gli abusi avvolgendoli in una coltre di segretezza tale per cui la pena per chi rompe il segreto è la scomunica immediata». È precisamente il contrario: il paragrafo 16 impone alla vittima degli abusi di «denunciarli entro un mese» sulla base di una normativa che risale al 1741.

Infine Tom Doyle che ha collaborato con l'autore del documentario, ha affermato in una lettera del 13 ottobre 2006, a John L. Allen, vaticanista statunitense, che «benché abbia lavorato come consulente per i produttori del documentario, temo proprio che alcune distinzioni che ho fatto a proposito del documento del 1962 siano andate perdute. Non credo né ho mai creduto che quel documento sia la prova di un complotto esplicito, nel senso convenzionale, orchestrato dai più alti responsabili del Vaticano per tenere nascosti casi di abusi sessuali perpetrati dal clero». Lo stesso documento però continua: «Non credo che il Vaticano o un gruppo qualsiasi di vescovi avessero bisogno di una cospirazione. Il segreto e l'insabbiamento erano assolutamente parte della cultura cattolica istituzionale ed era, infatti, una loro politica. Ho studiato gli archivi su centinaia di casi di abuso sessuale da parte di membri del clero, in U.S.A., Canada, Irlanda e le isole Britanniche... documenti prodotti dalle diocesi e ordini religiosi... e posso assicurare che il filo conduttore era un insabbiamento intenzionale, avvolto da segreto"